# Palazzo della Dogana (Sydney)
Il Palazzo della Dogana (in inglese: Customs House) è uno storico edificio della città di Sydney in Australia.

## Storia
L'edificio venne eretto nella sua prima forma nel 1845 secondo il progetto dell'architetto Mortimer Lewis. Venne quindi in parte demolito e ampliato nel 1887 sotto la direzione dell'architetto James Barnet.

## Descrizione
L'edificio sorge sul lungomare di Circular Quay nel centro di Sydney.